# Geum catlingii
Geum catlingii är en rosväxtart som beskrevs av J.-p. Bernard och R. Gauthier. Geum catlingii ingår i släktet nejlikrotsläktet, och familjen rosväxter. Inga underarter finns listade i Catalogue of Life.